# Gustav Peuker
Gustav Peuker ist ein ehemaliger deutscher Radsportler, der vor allem Querfeldeinrennen bestritt.

## Sportliche Laufbahn
Peuker wurde als Mitglied der SG Dynamo Zwickau 1961 DDR-Meister im Querfeldeinrennen. Im folgenden Jahr startete er für die SG Dynamo Dresden-Nord und errang er bei den Titelkämpfen den 2. Platz.
Er nahm 1961 an den UCI-Weltmeisterschaften im Querfeldeinrennen in Hannover teil und wurde dort 17.